# Park Narodowy Villarrica
Park Narodowy Villarrica (hiszp. Parque nacional Villarrica) – park narodowy w Chile położony w regionach Araukania (prowincja Cautin) i Los Ríos (prowincja Valdivia). Został utworzony 28 listopada 1940 roku i zajmuje obszar 630 km². Od 2007 roku jest częścią rezerwatu biosfery UNESCO o nazwie „Bosques Templados Lluviosos de los Andes Australes”. W 2010 roku został zakwalifikowany przez BirdLife International jako ostoja ptaków IBA. 

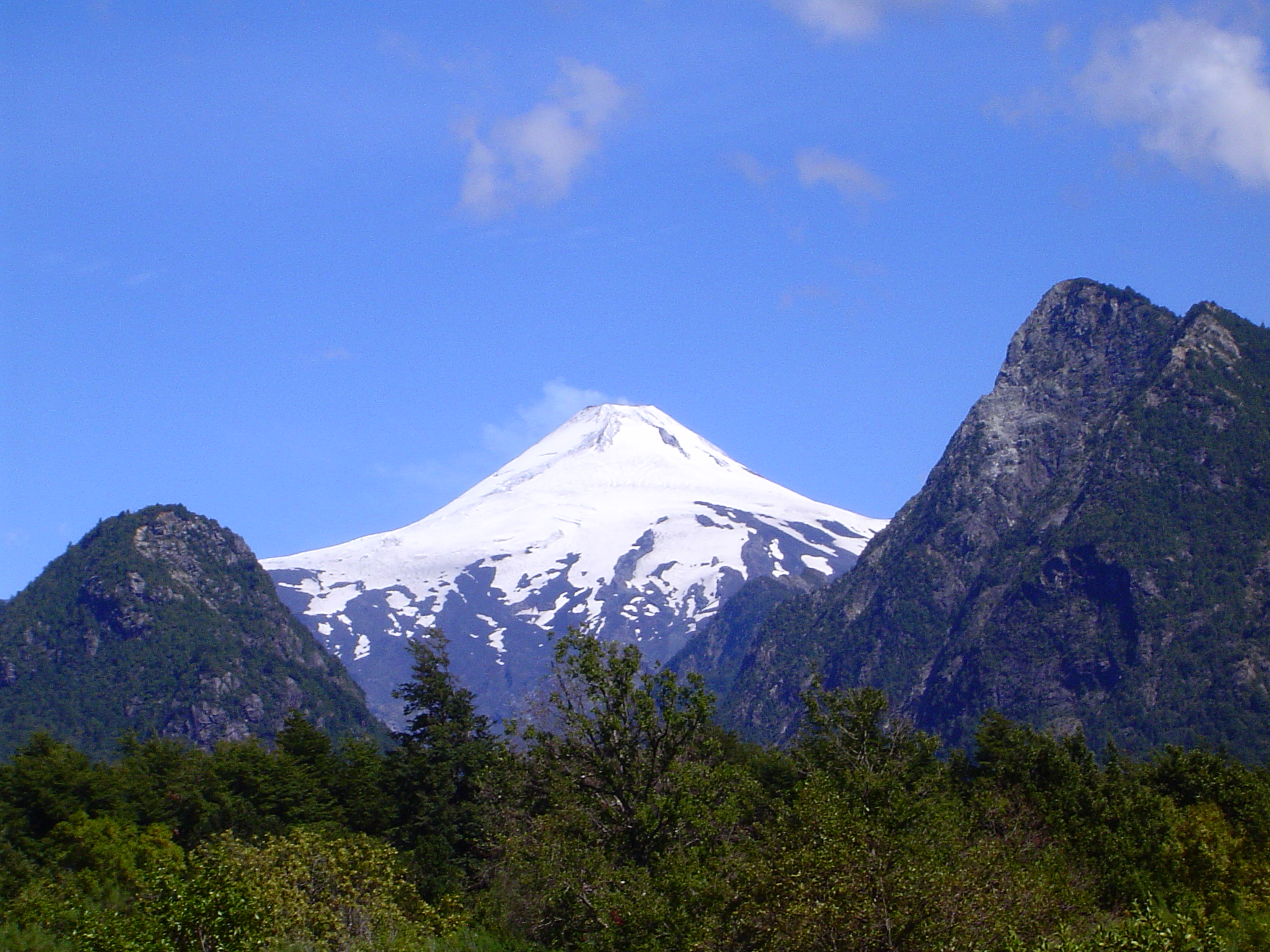
Wulkan Villarica

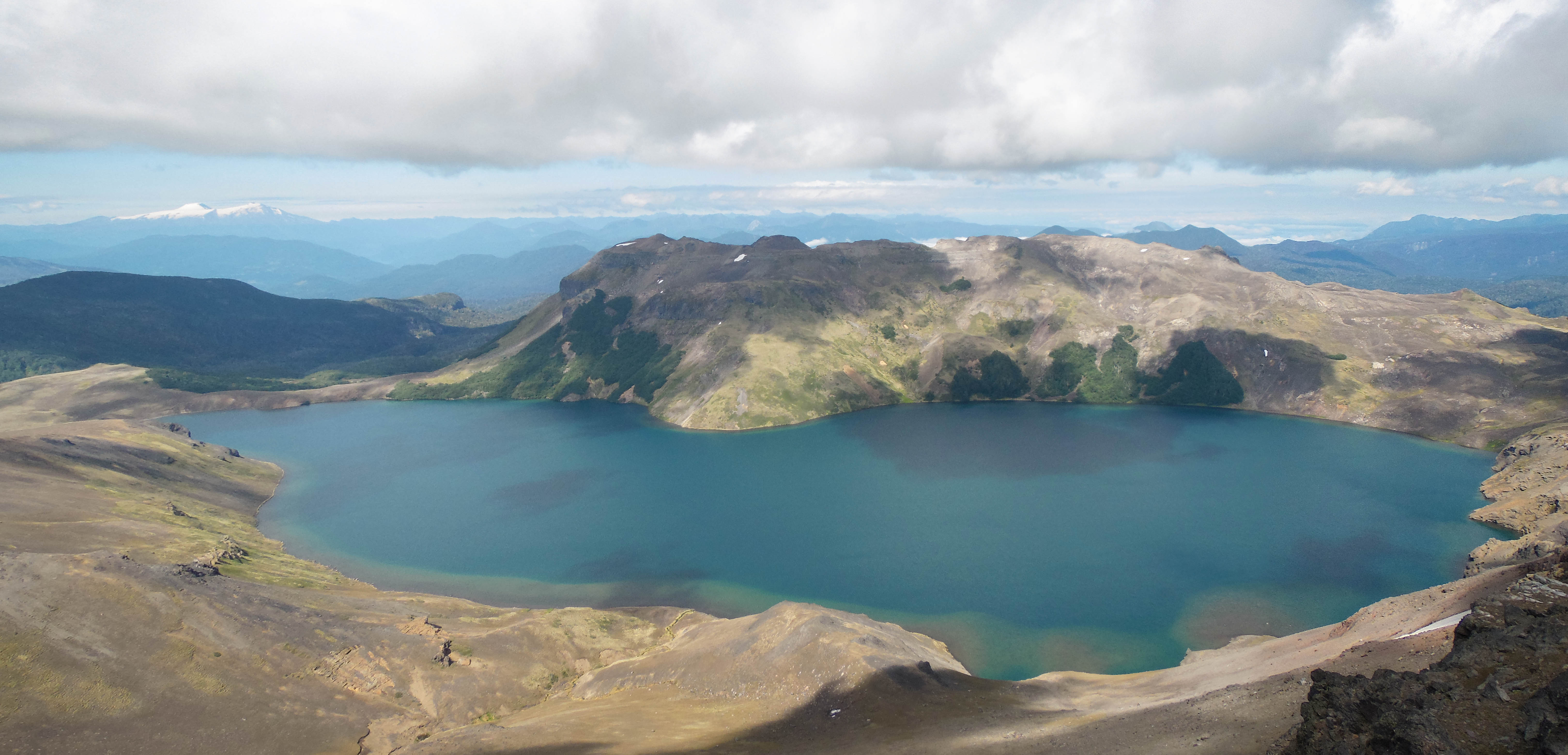
Jezioro Azul

## Opis
Park obejmuje boczną, ciągnącą się ze wschodu na zachód, grań Andów odchodzącą od znajdującego się w głównej grani wulkanu Lanin (3776 m n.p.m.). Główna grań Andów stanowi tu granicę między Chile a Argentyną. Po stronie argentyńskiej znajduje się Park Narodowy Lanín. Boczna grań, którą obejmuje park Villarrica, to w głównej mierze wygasłe wulkany takie jak Quinquilil ( 2050 m n.p.m.) i Quetrupillán (2009 m n.p.m.), a także czynny wulkan Villarrica (2840 m n.p.m.). Ostatnia erupcja wulkanu Villarrica miała miejsce w marcu 2015 roku. 
Na zboczach wulkanów znajdują się źródła wielu rzek takich jak np.: Trancura, Cavisani, Palguín, Turbio. Na wysokościach od 1000 do 1645 metrów występują jeziora. Są to m.in.: Quillelhue (największe o powierzchni 125 hektarów, 1015 m n.p.m.), Huinfiuca (1278 m n.p.m.), Verde (1645 m n.p.m.), Las Avutardas (1450 m n.p.m.), Azul (1590 m n.p.m.), Blanca (1640 m n.p.m.).
Od stycznia do marca temperatury minimalne sięgają +9 °C, a maksymalne wahają się od +20 °C do +23 °C. Najniższe średnie temperatury notowane są od maja do sierpnia i wynoszą +4 °C.

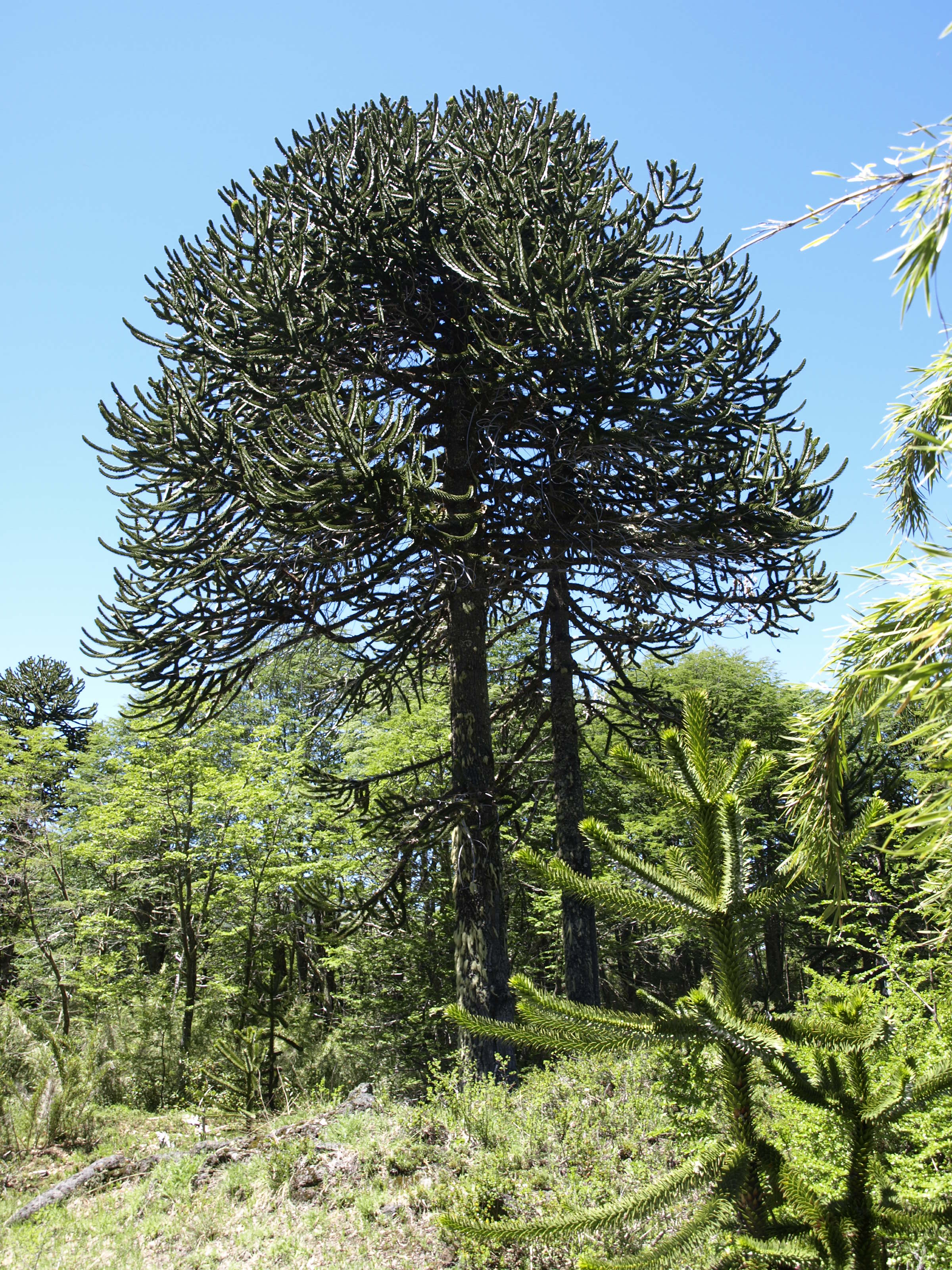
Araukaria chilijska

## Flora
Górna granica lasu w parku to wysokość między 1350 a 1460 m n.p.m.  Poniżej tej granicy występują lasy waldiwijskie. W najniżej położonych częściach dolin dominują rośliny z gatunków Nothofagus dombeyi i Gaultheria phillyreifolia. Wyżej rośnie głównie Nothofagus alpina, Dasyphyllum diacanthoide, Nothofagus pumilio, araukaria chilijska, Azara alpina, Nothofagus obliqua, Laurelia sempervirens i Nothofagus dombeyi. W najwyżej położonych częściach dolin występuje przeważnie zagrożona wyginięciem araukaria chilijska i Nothofagus dombeyi.

## Fauna
Najczęściej spotykanymi ssakami w parku są m.in.: ocelot chilijski, torbik bambusowy, koszatniczka leśna, nutria amerykańska, nibylis argentyński, nibylis andyjski, grizon mniejszy, skunksowiec andyjski, puma płowa i pudu południowy. 
Ptaki żyjące w parku to m.in.: perkoz olbrzymi, magelanka zmienna, łabędź czarnoszyi, świstun chilijski, zbrojówka, pasożytka, Patagioenas araucana, dzięcioł magellański, sokół wędrowny, kondor wielki.
Płazy i gady tu występujące to m.in. Liolaemus chiliensis i gardłoród Darwina.